# Rodrigo Paz Pereira

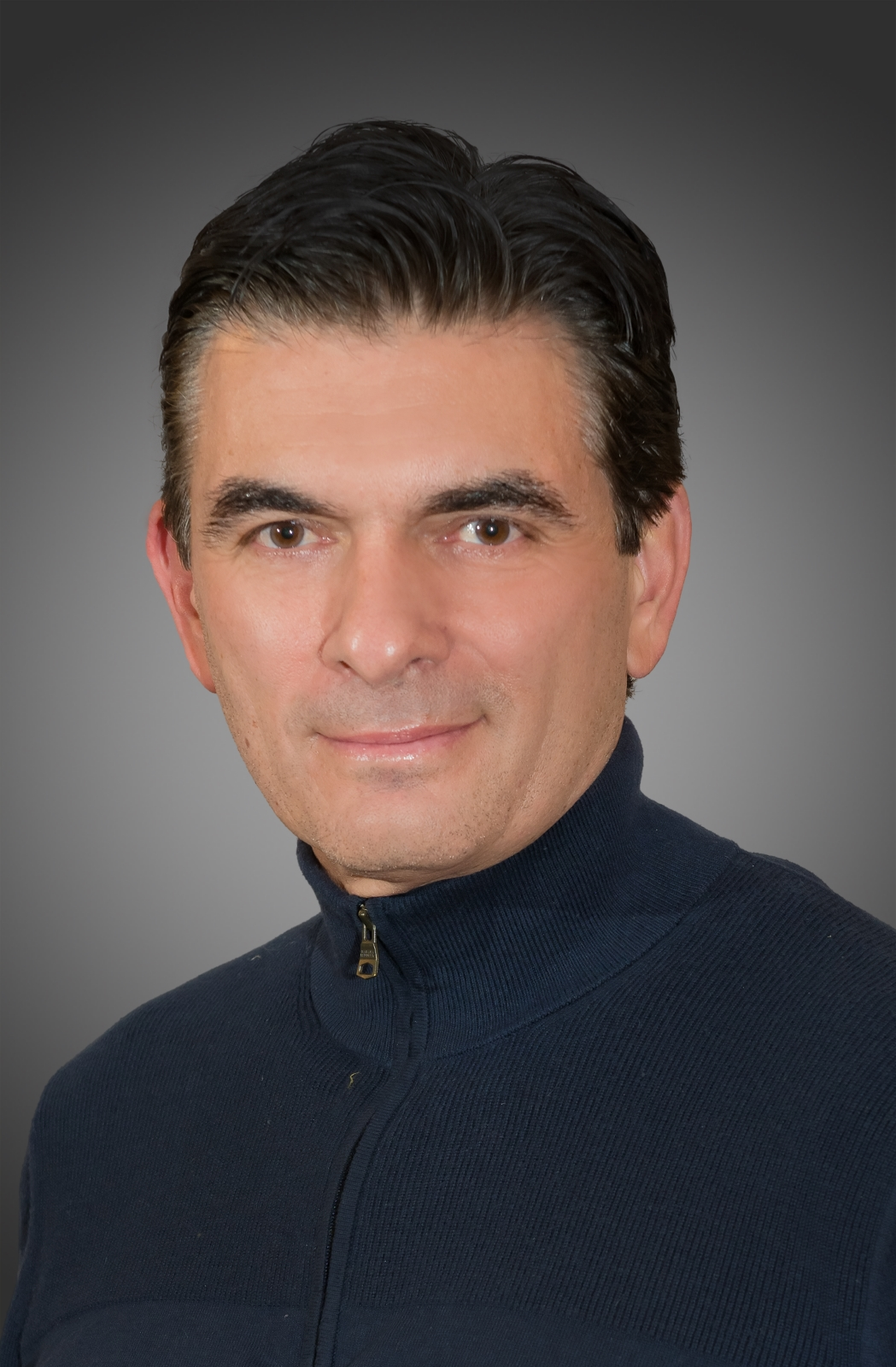
Rodrigo Paz Pereira (2020)

Rodrigo Paz Pereira (* 1967 in Santiago de Compostela, Spanien) ist ein bolivianischer Politiker des Partido Demócrata Cristiano (PDC). Von 2015 bis 2020 war er Bürgermeister der Stadt Tarija und ist seit 2020 Senator für das Departamento Tarija. Bei der Präsidentschafts- und Parlamentswahl in Bolivien 2025 gewann er im ersten Wahlgang rund 32 Prozent der Stimmen und tritt 2025 in einer Stichwahl gegen Ex-Präsident Jorge Quiroga Ramírez an.

## Leben
Paz Pereira wurde während des Exils seiner Familie in Spanien geboren. Er ist ein Sohn des späteren Präsidenten Jaime Paz Zamora und von Carmen Pereira Carballo. Er verbrachte seine Kindheit und Jugend in mehreren Ländern und besuchte Jesuitenschulen. Später studierte er an der American University in Washington, D.C., u. a. Internationale Beziehungen/Ökonomie sowie Politisches Management. Paz Pereira ist Vater dreier Kinder.

## Wirken
Paz Pereira wurde 2002 für das Movimiento de Izquierda Revolucionaria (MIR) in die Cámara de Diputados gewählt und vertrat das Departamento Tarija bis 2010. 2010 zog er für die zentristische Gruppe UNIR in den Stadtrat von Tarija ein. 2015 gewann er die Bürgermeisterwahl in Tarija; im Oktober 2020 trat er für den Wechsel als gewählter Senator der Allianz Comunidad Ciudadana ins nationale Parlament zurück, und Alfonso Lema folgte ihm als Bürgermeister nach. Seit 2020 ist Paz Pereira als Oppositionspolitiker im Senat vertreten.
Für die Präsidentschaftswahl im Jahr 2025 trat Paz Pereira als Kandidat des PDC an; als Kandidat für das Vizepräsidentenamt wählte er den ehemaligen Polizeihauptmann Edman Lara. Im Wahlkampf profilierte er sich mit einer dezentralistischen „Agenda 50/50“ und dem Slogan „¡Capitalismo para todos!“ und setzte stark auf Auftritte „de pueblo en pueblo“ (von Ort zu Ort). Nach den vorläufigen Ergebnissen des Wahlgerichts (OEP) lag Paz Pereira im ersten Wahlgang mit 32,14 % vor Quiroga (26,81 %); die Stichwahl wurde für den 19. Oktober 2025 angesetzt. Internationale Medien werteten dies als historischen Schritt hin zur ersten landesweiten Stichwahl um das Präsidentenamt seit der Rückkehr zur Demokratie.
Deutsche und internationale Medien ordneten Paz Pereira überwiegend als bürgerlich-zentristischen Politiker ein und hoben den politischen Machtwechsel nach fast zwei Jahrzehnten MAS-Dominanz hervor.